# Radja Nainggolan
 Radja Nainggolan (* 4. Mai 1988 in Antwerpen) ist ein belgisch-indonesischer Fußballspieler. Der Mittelfeldspieler steht beim belgischen Zweitligisten KSC Lokeren-Temse unter Vertrag. Bis 2018 war er belgischer Nationalspieler.

## Karriere

### Verein
Nainggolan wurde als Sohn eines Indonesiers und einer Belgierin geboren und begann mit dem Fußballspielen bei Germinal Beerschot. 2004 wechselte er zum FC Piacenza in die Serie B und kam dort 2007 erstmals in der Profimannschaft zum Einsatz. Im Januar 2010 wechselte er in die Serie A zu Cagliari Calcio. Dort kam er am 7. Februar 2010, dem 23. Spieltag der Saison 2009/10, gegen Inter Mailand erstmals zum Einsatz. Sein erstes Ligator erzielte er am 31. Oktober 2010 gegen den FC Bologna. In der Winterpause der Saison 2013/14 wechselte er zur AS Rom.
Nach fünf Spielzeiten im Dienste der Roma, in denen er wettbewerbsübergreifend 203 Spiele für den Verein absolvierte und dabei 33 Tore schoss, unterschrieb Nainggolan am 26. Juni 2018 einen bis 2022 gültigen Vertrag bei Inter Mailand. Bereits nach einer Saison in Diensten der I Nerazzurri verkündete Tommaso Giulini, der Präsident seines früheren Vereins Cagliari Calcio offiziell, dass er auf Leihbasis für die Saison 2019/2020 zum sardischen Fußballclub zurückkehre.
Nachdem er in der folgenden Spielzeit in Serie A und Champions League nur auf fünf Kurzeinsätze für Inter Mailand gekommen war, wurde er im Januar 2021 erneut an Cagliari Calcio verliehen. Zum Ende der Saison 2020/21 wurde der Vertrag mit Inter Mailand einvernehmlich vorzeitig aufgelöst. Infolgedessen wechselte Nainggolan zurück in sein Heimatland Belgien zu Royal Antwerpen, wo er einen Zweijahresvertrag unterschrieb. In seiner ersten Saison bestritt er 32 von 36 möglichen Ligaspielen für Antwerpen, in denen er zwei Tore schoss, sowie fünf Spiele in der Europa League einschließlich Qualifikation mit einem Tor.
Nachdem er in der Saison 2022/23 alle 12 Ligaspiele bis zu diesem Zeitpunkt sowie alle sechs Qualifikationsspiele zur Conference League bestritten hatte, wurde er Mitte Oktober 2022 für unbestimmte Zeit vom Training der ersten Mannschaft ausgeschlossen und suspendiert. Während der Verein keine Gründe angab, berichtete die belgische Sportpresse, dass der Grund dafür war, dass er vor dem Spiel am 16. Oktober 2022 gegen Standard Lüttich im Stadion eine E-Zigarette geraucht hatte, obwohl durch Pro League für alle Stadien ein Rauchverbot verhängt wurde. Zudem liefe gegen ihn ein polizeiliches Ermittlungsverfahren wegen Fahren ohne Fahrerlaubnis. Bis zu seiner Suspendierung hatte Nainggolan alle 12 Ligaspiele, in denen er ein Tor schoss, sowie sechs Spiele in der Conference League mit zwei Toren, bestritten.
Ende Januar 2023 wechselte er zum italienischen Zweitligisten SPAL Ferrara, wo er einen Vertrag bis zum Ende der Saison 2022/23 unterschrieb. Im November 2023 wechselte er nach Indonesien zu Bhayangkara Presisi Indonesia FC, den er im Sommer 2024 aber wieder verließ. Im Januar 2025 schloss er sich dem belgischen Zweitligisten KSC Lokeren-Temse an und konnte bei seinem Debüt gegen Lierse SK (1:1) sofort einen Treffer erzielen.

### Nationalmannschaft
Zwischen 2007 und 2010 war Nainggolan für die belgische U21-Nationalmannschaft aktiv.
Sein erstes A-Länderspiel bestritt er am 29. Mai 2009 gegen Chile. Nach konstant guten Leistungen im Verein wurde er – über zwei Jahre nach seinem letzten Einsatz – im November 2011 erneut zur Nationalmannschaft eingeladen und am 11. November im Freundschaftsspiel gegen Rumänien eingesetzt.
Bei der Europameisterschaft 2016 in Frankreich wurde Nainggolan in das Aufgebot Belgiens aufgenommen. Er nahm an allen fünf Turnierpartien teil und stand außer im zweiten Gruppenspiel immer in der Startelf. In der dritten Vorrundenpartie gegen Schweden schoss er kurz vor Schluss das entscheidende 1:0. Im Viertelfinale gegen Wales brachte er sein Team bereits in der ersten Viertelstunde mit 1:0 in Führung, das Spiel endete jedoch 1:3 und Belgien schied aus. Für die Weltmeisterschaft 2018 wurde Nainggolan überraschend nicht in den belgischen Kader nominiert und trat anschließend aus der Nationalmannschaft zurück.

## Erfolge und Auszeichnungen
- Team des Jahres der Serie A: 2015, 2016, 2017, 2018
- Spieler des Monats der Serie A: November 2019[12]

## Persönliches
Nainggolan wurde römisch-katholisch erzogen und spricht fließend Niederländisch, Englisch, Italienisch sowie Französisch. Während der Europameisterschaft 2016 wurde bekannt, dass er trotz seiner Tätigkeit als Spitzensportler Raucher ist. Nach dem Tod von Nainggolans Mutter im Jahr 2010 ließ er sich zwei große Flügel mit ihren Geburts- und Todesdaten auf den Rücken tätowieren.
Nainggolans Zwillingsschwester Riana Nainggolan ist ebenfalls Fußballprofi und spielte unter anderem für Res Romana, die Frauenmannschaft des AS Rom. Im Jahr 2016 beendete sie ihre Karriere als Fußballerin und wechselte zum Futsal.

### Ermittlungen
Am 27. Januar 2025 wurde Nainggolan in Brüssel im Zuge einer Drogenrazzia von der Polizei festgenommen. Diese richtete sich gegen einen Verbrecherring, der Kokain von Südamerika über den Hafen von Antwerpen nach Europa schmuggeln soll.